# Magnien
Magnien – miejscowość i gmina we Francji, w regionie Burgundia-Franche-Comté, w departamencie Côte-d’Or.
Według danych na rok 1990 gminę zamieszkiwało 337 osób, a gęstość zaludnienia wynosiła 14 osób/km² (wśród 2044 gmin Burgundii Magnien plasuje się na 580. miejscu pod względem liczby ludności, natomiast pod względem powierzchni na miejscu 310.).